# Liste der Kulturdenkmale in Klein Wesenberg
In der Liste der Kulturdenkmale in Klein Wesenberg sind alle Kulturdenkmale der schleswig-holsteinischen Gemeinde Klein Wesenberg (Kreis Stormarn) aufgelistet (Stand: 10. März 2025).

## Legende
In den Spalten befinden sich folgende Informationen:
- Objekt-ID: die Nummer des Kulturdenkmales
- Lage: die Adresse des Kulturdenkmales und die geographischen Koordinaten. Kartenansicht, um Koordinaten zu setzen. In der Kartenansicht sind Kulturdenkmale ohne Koordinaten mit einem roten Marker dargestellt und können in der Karte gesetzt werden. Kulturdenkmale ohne Bild sind mit einem blauen Marker gekennzeichnet, Kulturdenkmale mit Bild mit einem grünen Marker.
- Offizielle Bezeichnung: Bezeichnung des Kulturdenkmales
- Beschreibung: die Beschreibung des Kulturdenkmales
- Bild: ein Bild des Kulturdenkmales

## Bauliche Anlagen
| Objekt-ID      | Lage                                             | Offizielle Bezeichnung       | Beschreibung | Bild                             |
| -------------- | ------------------------------------------------ | ---------------------------- | --- | -------------------------------- |
| 12781 Wikidata | Alte Dorfstraße 20 (53° 48′ 45″ N, 10° 33′ 8″ O) | Wohn- und Wirtschaftsgebäude | Wohn- und Wirtschaftsgebäude; 2. Hälfte 19. Jh.; eingeschossiger traufständiger Ziegelbau mit pfannengedecktem Satteldach und zweigeschossigem Zwerchhaus, nach Südosten eingeschossiger Stallanbau, Ziermauerwerk an den Giebelseiten; mit Lindenreihe - Begründung: geschichtlich, Kulturlandschaft prägend - Schutzumfang: Wohn- und Wirtschaftsgebäude, Lindenreihe - Denkmaltyp: Bauliche Anlage | BW                               |
| 8618 Wikidata  | Am Kirchberg (53° 48′ 51″ N, 10° 32′ 41″ O)      | Kirche mit Ausstattung       | Die im neugotischen Stil erbaute Kirche in Klein Wesenberg wurde im Jahr 1885 eingeweiht. Alteintragung (Aktualisierung vorgesehen) - Begründung: geschichtlich, künstlerisch, städtebaulich - Schutzumfang: gesamtes Objekt - Denkmaltyp: Bauliche Anlage | weitere Fotos \| Fotos hochladen |